# Roger John Brownlow Keyes
Sir Roger John Brownlow Keyes, britanski admiral flote,* 4. oktober 1872, Punjab, Britanska Indija, † 26. december 1945, Buckingham, Buckinghamshire, Anglija.
Roger Keyes je bil kot vojak aktiven udeleženec v obeh svetovnih vojnah.

## 1. svetovna vojna
Admiral Keyes se je odlikoval že med prvo svetovno vojno. Bil je načelnik mornariškega štaba v bitki za Gallipoli, posebno vidno vlogo pa je odigral pri napadu nemško podmorniško bazo Zeebrugge.

## 2. svetovna vojna
Kot aktivni častnik je sodeloval tudi v drugi svetovni vojni. Pomladi 1940 je postal oficir za zveze kralja Jurija VI.
Oktobra 1941 je odstopil z vseh vojaških dolžnosti in stopil v civilno službo. Opravljal je politične naloge v raznih misijah po svetu: Kanadi, ZDA, Avstraliji in na Filipinih